# عقد 100
عقد 100 هو عقد امتد بين 1 يناير 100 و31 ديسمبر 109 بحسب التقويم الميلادي. سبقه عقد 90 ولحقه عقد 110.

## مواليد
- فوستينا الكبرى (105)
- سمعان اليمني (101)

## وفيات
- ديسيبالوس (106)
- مارتياليس (104)
- إغناطيوس (107)
- تيطس (107)
- سمعان القانوي (107)
- إفاريستوس (105)
- كردونوس (106)
- ماري الرسول (101)
- سمعان بن كليوباس (108)

## كتب
- Yves Denis Papin (1998). Chronologie de l'histoire ancienne. Lieu de publication non identifié: Éditions Jean-paul Gisserot. ISBN:2-87747-346-5. OCLC:40746926. مؤرشف من الأصل في 2022-03-16.
- موسوعة حضارة العالم (2002) لأحمد محمد عوف.

## روابط خارجية
- تصفح سنة بسنة عقد 100 على موقع onthisday.com
- تصفح سنة بسنة عقد 100 ابتداءً من سنة عقد 100 على موقع المكتبة الوطنية الفرنسية